# 반공포로 석방사건

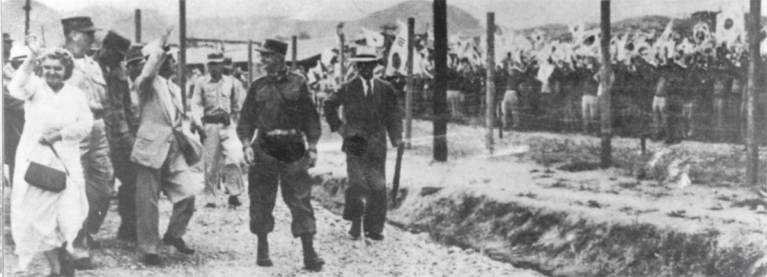
반공포로 수용소를 시찰하고 있는 이승만 대통령 내외와 수행원들. 포로들이 만세를 부르며 열렬히 환영하고 있다.

반공포로 석방사건은 6.25 전쟁 휴전 회담 진행중 대한민국 측이 미군을 비롯한 유엔군의 동의 없이 거제도 포로수용소에 수감되어있던 반공포로를 석방한 사건이다.
중국인민지원군의 개입으로 전쟁이 장기화되면서 부담을 느낀 미국이 휴전을 추진하자 이승만은 "(중공군 백만이 바로 코앞에 있는 상태에서 이대로) 휴전을 받아들이라는 것은 한국민에 대한 사형집행 영장이다"라며 한국에 대한 안전보장 없이는 휴전을 할 수 없다고 극렬히 휴전에 반대했다. 결국 원용덕 헌병 사령관을 통해 비밀리에 반공포로들을 석방시켜 휴전을 무마시켰다. 미국은 이승만을 달래기 위해 특사를 파견하여 그의 요구 조건을 모두 받아들이기로 합의하여 정전 협정이 맺어지고 6.25 전쟁은 막이 내리게 되었다.
이 사건으로 대한민국은 미국으로부터 막대한 원조와 국군 20개 사단으로의 증원을 얻었으며 한미상호방위조약을 맺었다. 이로서 한국은 미국의 각종 원조와 확보된 안보를 토대로 이후 경제 발전하는 데 자금을 모두 투입할 수 있었다.

## 배경

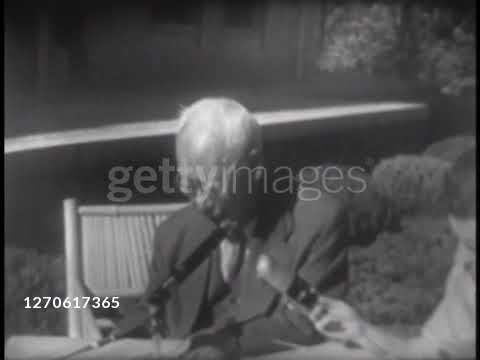
1953년 6월 26일, 석방 직후 서방 언론과의 인터뷰에서 그는 중공군이 100만 명이나 이북에 있는 이런 상태에서 휴전은 절대 불가능하다고 천명했다. (실제 육성 영상)

휴전 회담이 진행 중이던 1953년 6월 18일, 대통령 이승만은 원용덕 헌병 총사령관에게 조선민주주의인민공화국으로 송환을 거부하는 반공포로를 석방하도록 지시함으로써 일어난 사건이다. 한국전쟁을 종결하기 위한 휴전협상에서 가장 논란이 되었던 의제의 하나는 포로송환 문제였다. 군사분계선에 관한 협상은 「휴전협정」 조인시 접촉선으로 하기로 일찍 합의에 도달했다. 그러나 1951년 12월 11일부터 시작된 포로 송환에 관한 협상은 1953년 6월 8일에 가서야 비로소 합의에 도달했다. 이 과정에서 논란이 되었던 것은 포로 송환원칙을 두고 유엔군측과 공산측이 첨예하게 대립했기 때문이다.
유엔군측은 포로가 돌아갈 국가를 스스로 선택할 수 있도록 하자는 ‘자발적 송환원칙’을 주장했다. 이 원칙에 따르면 인민군과 중공군 포로들 중 조선민주주의인민공화국이나 중국으로 돌아가기를 원치 않을 경우 자신들이 원하는 곳으로 갈 수 있었다. 이와 반대로 공산측은 포로들의 의사와 상관없이 본국으로 반드시 돌려보내야 한다는 ‘강제적 송환원칙’을 내세웠다. 이러한 원칙의 대립 때문에 장기화되던 포로송환 문제는 귀한을 거부하는 포로는 중립국 송환위원회의 심사를 거쳐 송환하는 것으로 결정되었다. 이렇게 될 경우 상당수의 반공포로들이 자유의 품에 안기지 못할 것을 우려하여 이승만은 미국과 유엔 참전국들의 반대를 무릅쓰고 반공포로의 일방적 석방을 결정했다.

## 경과

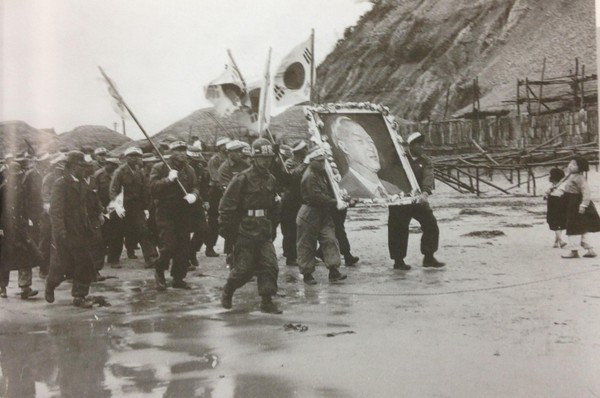
1953년 6월 18일, 마지막으로 석방된 반공포로들이 이승만 대통령 사진을 들고 나오고 있는 모습.

휴전협상이 진행되고 있었을 때 남한에서는 휴전 협정에 반대하는 운동이 격렬하게 일어났다. 이승만은 그 어떠한 방위조약도 체결되지 않은 상태에서 휴전 협정이 체결되면 한반도에 또 다시 전쟁이 일어날 것을 매우 우려했다. 미국은 휴전 협정이 체결되고 나면 한미상호방위조약 체결을 위한 회담이 곧 바로 개시될 것이라고 약속하고 이승만 대통령을 설득했다. 사실 미국은 휴전 협정 체결 이전에 한미상호방위조약을 체결할 경우 공산측이 휴전협상을 중단할지 모른다는 우려를 갖고 있었다.
이승만의 반공포로 석방은 반공포로들에게 자유를 되찾게 해주려는 목적뿐만 아니라 방위조약과 관련하여 미국을 외교적으로 압박하려는 목적도 갖고 있었다. 1953년 6월 18일 자정을 전후하여 유엔군이 관리하고 있던 부산, 마산, 대구, 영천, 논산, 광주, 부평 등의 반공포로 수용소에서 2만7천여명의 포로들을 석방시켰다. 부평수용소에서는 400명이 탈출하면서 30명이 사망했다. 6월 21일까지 계속된 반공포로들의 탈출과정에서 모두 61명의 포로가 희생되었고 100여명이 부상을 입었다.

## 일화
반공포로 석방과 관련하여 이승만의 여러 일화들이 있는데 반공포로를 석방하기 직전, 원용덕 헌병 사령관을 불러 자신이 왜 이것을 하려는지 그 뜻을 다음과 같이 밝혔다.
| “ | 제너럴 원, 자네는 지금 공산 북한으로의 귀환을 반대하는 애국 청년들을 포로라고 생각하나? 그들은 모두 우리의 동포요, 애국하는 청년들이야, 그들을 구해야 해. | ” |

포로 석방을 하고나서 이승만은 자기 심정을 이렇게 피력하였다.
| “ | 나는 내 신분의 권한으로서 전 반공포로를 석방하도록 명령하였다. 나는 이 조치를 단행함에 있어서 유엔군 당국 및 관계 당국과 전연 협의 없이 진행한 것이다. 나는 벌써부터 제네바 협정 및 인권 옹호의 제원칙하에 반공 포로들은 석방되어야 할 것으로 생각하고 있었다. | ” |

아이젠하워 특사로 파견된 로버트슨 미 국무성 차관보가 더 이상 휴전을 파괴하지 못하도록 이승만을 설득하러 방한했는데, 이승만은 계속해서 화제를 돌려 신변 잡담으로 대화 시간을 끌었다. 초조한 특사단이 반공포로 석방 문제를 꺼내려하자, 그는 창 밖으로 시선을 돌리며 때마침 경무대 숲을 날고 있는 까치 한 쌍을 가리키며 태연한 어조로 다음과 같이 대답하였다.
| “ | 저 모습이 얼마나 자유스럽고 평화스럽습니까? 나는 반공 포로를 공산 지옥으로 보내느냐, 광명의 이땅에 머무르게 하느냐는 문제를 가지고 근 일주일 동안 기도한 끝에 하나님의 계시를 받아 이번 조처를 감행한 것입니다. | ” |

장택상은 반공포로 석방 직후, 이승만을 찾아가 대화했던 기억을 회고하면서 이 사건을 일으킨 장본인인 이승만의 당시 심경이 어떠했는지에 대해 다음과 같이 기술하고 있다.
반공포로 석방으로 국제적인 물의가 꼬리를 물고 일어날 때였다. 영국 의회에서는 수만명의 포로를 일방적으로 석방한 이 박사를 체포하라는 결의까지 나오고 있었는데, 포로 석방 1주일 후에 서울에서 이 박사를 뵙게 되었다. 아직 정부가 서울에 환도하기 전이었다.
"그래, 반공포로 석방에 대한 일반의 여론은 어떠한가?"
"선생님, 잘된 처사라고들 합니다."
이 박사는 한동안 나를 응시하더니 나지막한 음성으로, 그러나 심각한 표정을 지으며 입을 여는 것이었다.
"내가 오늘은 솔직한 고백을 할테야. 일생을 통해 감옥을 드나들고 사형 선고를 받아도 눈 하나 깜짝 안한 나야. 그런데 이번 반공포로 석방 후엔 사흘 밤을 꼬박 새웠어."
"무슨 다른 일이라도 있으셨읍니까?"
"들어봐, 내 개인으로서야 설혹 불행해진다 하더라도 관심 밖의 일이야. 무엇보다 국운이 풍전등화인데 나라가 망하지나 않나 해서 실은 무척 초조했어⋯"
말을 채 맺지 못하는 그의 눈시울에는 평생 처음 이슬 방울이 비치는 것이었다. 낙누 직전의 아슬아슬한 표정이었다. 자기가 한 일에 대해서 평생 후회가 없는 이 박사였지만, 약소국가의 원수로서 분명 주권을 행사하고나서 적지 아니 당황한 것이 사실이었다. 영국 의회에서 유엔군 사령관으로 하여금 이 박사를 체포하라는 명령이 내렸을 뿐만 아니라, 미국의 여론이 극도로 악화된 일촉즉발의 위기였던 것이다. 결국 이 박사가 휴전협정에 가담 안한 것은 그가 정치가로서 탁월한 일면이라고 나는 보고 있다."